# رم ایر فرایت
رم ایر فرایت (به انگلیسی: Ram Air Freight) یک شرکت هواپیمایی است که در ۱۹۸۲ میلادی تأسیس شده‌است. دفتر مرکزی رم ایر فرایت در موریزویل، کارولینای شمالی، ایالات متحده آمریکا واقع شده‌است و به ۳۷ مقصد، پرواز انجام می‌دهد.